# Havran (báseň)

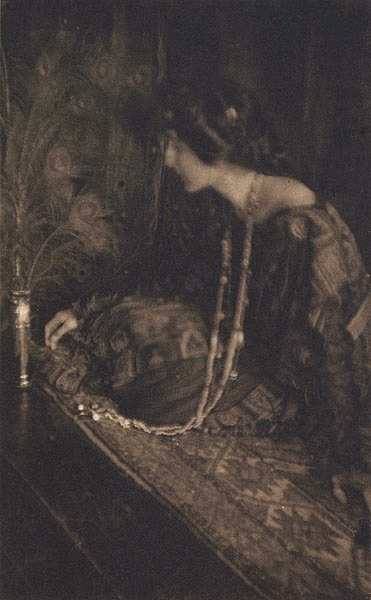
Joseph Keiley: Lenora, Camera Work, 1907, inspirace hrdinkou básně Havran Edgara Allana Poa

Havran (v orig. The Raven, v přesném překladu Krkavec) je jedna z nejznámějších básní významného amerického básníka Edgara Allana Poea. Poprvé byla vydána 29. ledna 1845 v novinách New York Evening Mirror.

## Obsah
Lyrickým subjektem (vypravěčem) je hlavní postava, osamělý muž trýzněný horečkou a především mučivými vzpomínkami na zemřelou dívku Leonoru, k níž marně hledá cestu čtením v okultních svazcích. Lyrický subjekt vystraší o půlnoci šramot. Ukáže se, že původcem podivných zvuků je krkavec (v tradičních českých i mnoha jiných cizojazyčných překladech básně označovaný jako havran, zoologicky sice nesprávně, ale ve shodě s tradiční literární symbolikou české poezie), který vzápětí vletí do jeho pokoje a usadí se na bustě Pallas Athény. Postupně znepokojuje muže svou záhadností. Na všechny otázky, zpočátku míněné žertem, přitom odpovídá jedním slovem – nevermore (do češtiny překládáno většinou jako víckrát ne nebo nikdy víc, občas ponecháváno v originále). Zásadně odlišných překladatelských řešení tohoto refrénu není mnoho. Mužův neklid se stupňuje v paniku a posléze v hrůzu. Snaží se krkavce vyhnat, ten ale zůstává na svém místě. V závěru lyrický subjekt metaforicky konstatuje, že krkavec už nikdy neodletí z jeho duše.

## Překlady
Havran byl do češtiny přeložen mnohokrát, poprvé Vratislavem Šemberou roku 1869, následoval na dlouhou dobu nejúspěšnější překlad Jaroslava Vrchlického z roku 1881 a napodruhé 1890 a téhož roku i v parodii. Další klasické překlady poskytli Augustin Eugen Mužík roku 1885 a Karel Dostál-Lutinov roku 1918. V současné době je nejpoužívanějším překladem ten od Vítězslava Nezvala z roku 1927. Překladů básně ovšem existuje více, od O. F. Bablera 1930, Jiřího Taufera 1938, Eugena Stoklase 1939, Dagmar Wagnerové 1945, Rudolfa Havla 1946, Jana Blahoslava Čapka 1948, Kamilla Reslera 1948, Rudolfa Černého 1952, Ivana Slavíka 1953, Svatopluka Kadlece 1964, nebo Aloise Bejblíka 1984.
S odstupem času přišly další ke konci století: Miroslav Macek 1992, Martin Pokorný 1997, Jan Najser 1999, Filip Krajník 2004. V roce 2008 se přidali Marek Řezanka, Tomáš Jacko a Václav Z. J. Pinkava, v roce 2018 Barbora Pastyříková.
Z cizích překladů platí za nejpozoruhodnější francouzský překlad Charlese Baudelaira, pořízený v roce 1853.
Báseň je považována za jeden z největších problémů translatologie a přitahuje další pokusy, dostupné na webu, např. Martin Kozák.

## Adaptace
Poe napsal tuto báseň jako ukázku své tvůrčí metody (a v tomto duchu ji okomentoval esejem Filozofie básnické skladby). Touto básní se rázem proslavil. Jedná se o jednu z nejznámějších kratších básní (má 108 veršů) všech dob a jedno z nejvýznamnějších děl romantismu. Báseň je velmi známá, především v anglofonních zemích, a dočkala se mnoha odkazů, ohlasů i parodií v jiných dílech (je např. v mírně zkrácené verzi „zfilmována“ v seriálu Simpsonovi a naopak značně rozvinuta ve volné, komediální adaptaci Havran Rogera Cormana).
Dílo se stalo vzorem pro francouzské prokleté básníky.